# Rychlostní silnice S11 (Polsko)
Rychlostní silnice S11 je polská rychlostní silnice, která bude po svém dokončení spojovat Koszalin, Piłu, Poznaň, Ostrov Velkopolský, Lubliniec, Bytom a hornoslezskou průmyslovou oblast. Její celková délka bude 550 km, z toho je v provozu 90,1 km a 18,2 km ve výstavbě. Bude procházet Západopomořanským, Velkopolským, Opolským a Slezským vojvodstvím. V úseku Kołobrzeg–Koszalin povede v peáži s rychlostní silnicí S6 a také po ní povede evropská silnice E28.

## Úseky v provozu
- Obchvat Koszalinu
- Obchvat Štětínku
- Západní obchvat Poznaně
- Jižní obchvat Poznaně
- Poznaň Krzesiny – Kórnik jih
- Obchvat Jarocinu
- Obchvat Velkopolského Ostrova
- Obchvat Kępna – severní část

## Úseky ve výstavbě
- Koszalin – Štětínek
- Obchvat města Piła a Ujście
- Obchvat města Pleszew
- Obchvat Kępna – jižní obchvat
- Obchvat Olešna
- Lubliniec – obchvat
- Obchvat Tarnovských Hor
- Tarnovské hory – Piekary Śląskie